# Mitja Robar
Mitja Robar, född 4 januari 1983 i Maribor, Jugoslavien, i nuvarande Slovenien, är en slovensk professionell ishockeyback som sedan 2014 spelar för tjeckiska BK Mladá Boleslav i Extraliga.
Mitja Robar har erfarenhet från den slovenska ligan och det slovenska landslaget samt från den österrikiska EBEL-ligan. Robar spelade för det slovenska landslaget i VM 2011 där Slovenien kom på 16:e plats.

## Klubbar
- HDK Maribor 1999–2004
- Slavija Ljubljana 2003–04
- HDD Olimpija Ljubljana 2004–2006
- Acroni Jesenice 2006–2011
- IK Oskarshamn 2011–12
- Lukko 2011–12
- Krefeld Pinguine 2012–2014
- BK Mladá Boleslav 2014–